# حاجي خليفة

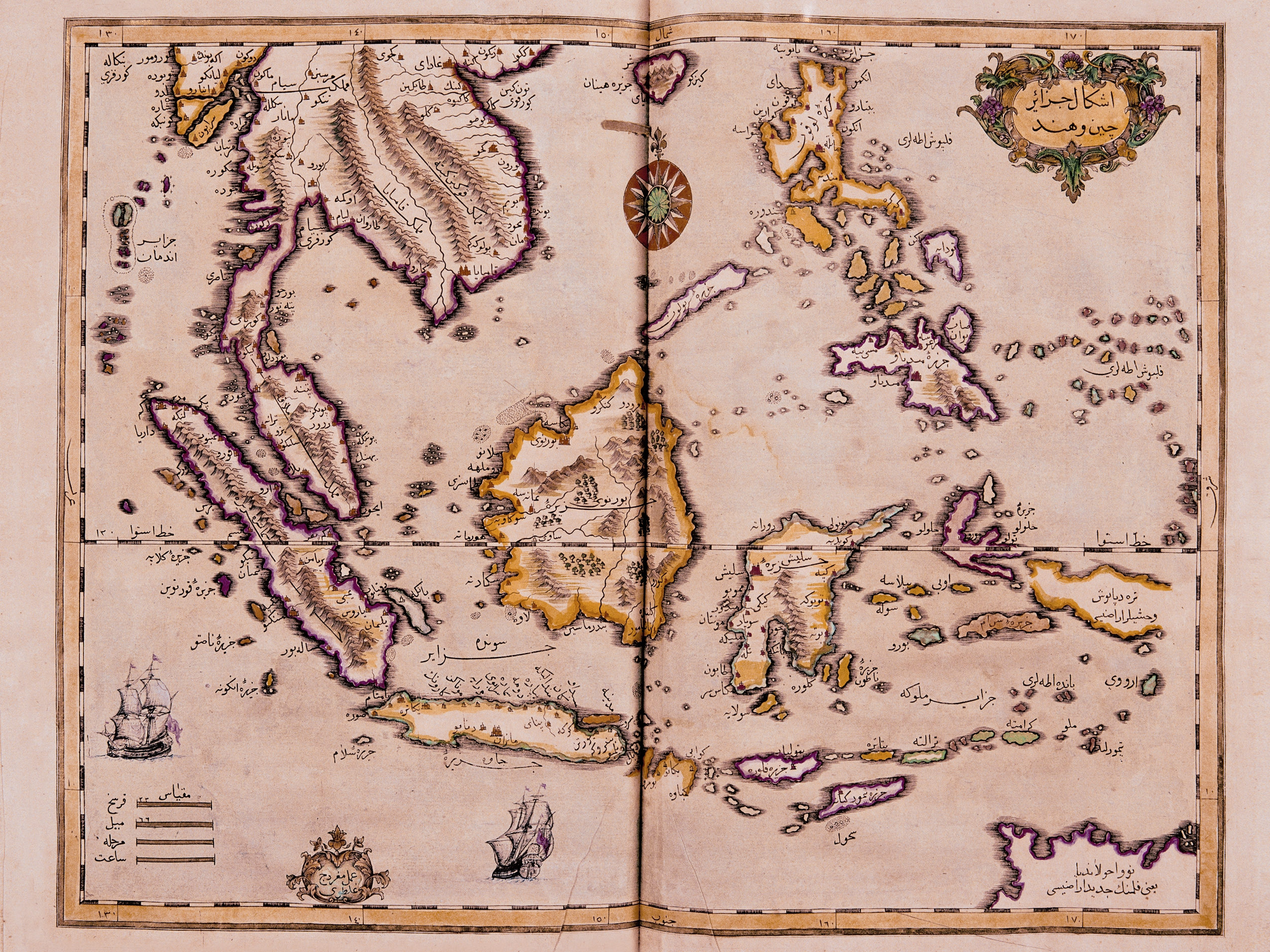
خريطة للمحيط الهندي وبحر الصين رسمت في 1728 من قبل رسام الخرائط إبراهيم متفرقة، وقام بتوضيحها حاجي خليفة في أحد كتبه

مصطفى بن عبد الله المعروف بـ «حاجي خليفة» ويعرف كذلك بلقبه «كاتب جلبي» (1609 - 1657) (1017 هـ - 1068 هـ)جغرافي ومؤرخ عثماني، عارف بالكتب ومؤلفيها، مشارك في بعض العلوم، يُعتبرُ واحدًا من أبرز عُلماء المسلمين في القرن الحادي عشر الهجري/السابع عشر الميلادي، وقد صنّفه المستشرق الألماني فرانس بابنغر كأكبر موسوعي بين العثمانيين، حيث اكتسب شهرة واسعة النطاق بمعجمه الببليوغرافي الكبير «كشف الظنون عن أسامي الكتب والفنون».

## نشأته وسيرته
إن المصدر الأساسي في معرفة تفاصيل حياته هي سيرته كما أوردها بنفسه في خاتمة كتابيه: "سُلَّم الوُصول إلى طبقات الفحول"، و"ميزان الحقّ في اختيار الأحقّ"، ثمّ من المعلومات التي سَرَدَها في مواضع شتّى من مؤلّفاته، كلّما وجد إلى ذلك مناسبة، ومن بعض الملاحظات والإشارات المقتضبة، وغير ذلك من الشوارد التي لا تُقارَن بما أورَدَهُ في كتابيه المذكورين آنفًا. وعندما نضُمّ هاتين الترجمتين إلى إلى تلك الملاحظات والإشارات، يُمكننا الحصول على تفاصيل وافية عن حياته، وهو ما قام به الباحث أورخان شائق كوك أي في دراسته المستفيضة عن حاجي خليفة. أصل اسمه مصطفى، واسم أبيه عبد الله. وهو يكتفي على غير العادة بذكر اسم والده فحسب. وكانت شُهرته بين علماء المدينة باسم "كاتب جلبي"، وبين أهل الديوان باسم "حاجي خليفة"، وكلمة "خليفة" في المصطلح العثماني تعني آمر القلم ورئيسه، وهو عندما يُعرِّف بنفسه يقول إنّه "حنفي المذهب، إشراقيّ المشرب". ولد حسبما ذكرت والدتُه في بالقسطنطينية في شهر ذي القِعدة عام 1017 هـ /فيراير (شباط)1609م في أسرة كاتب صغير كان يعمل في قسم الأندرون ثمّ خرج منه بوظيفةٍ مُلحَقَة بزُمرَة السلحدارية. وقنعت نفسُه بتلك الوظيفة، فكان يُشارك في الحروب والأسفار، وكان على دين وخُلُق، مواظبًا على مجالس العلماء والشيوخ، وكان يقضي ليله في العبادة. ولمّا بلغ ابنُه الخامسة أو السادسة من عمره، اتّخذ له مُعلِّمًا يُعلِّمُه القُرآنَ وتجويده، هو الإمام عيسى خليفة القريمي، فتعلّم على يديه تلاوة القرآن، والمقدّمة الجزرية في التجويد، كمّا تعلّم مبادئ الصلاة. ثمّ أسمعه بعد ذلك ما قرأه عليه وحفظَهُ في دار القراء التي تُعرَف باسم مؤسسها مسيح باشا في إستانبول. وتعلّم أيضًا على يديّ زكريا علي إبراهيم أفندي، ونَفَس زاده مُصطفى أفندي، واكتفى بحفظ نصف القرآن. وقرأ بعد ذلك كتابي التّصريف والعوامل على إلياس خوجة. وتعلّمَ الخطّ على يد الخطاط أحمد جلبي الأحدب المشهور بـ"بوكرى". ولمّا بلغ الرابعةَ عشرة من عُمرِه بدأ والده يمنحه مصروفًا يوميًّا قدرُه أربعة عشر درهمًا من راتبه، ثمّ اصطحبه معه. وعلى هذا النحو انخرط للعمل مُساعدًا (شاكرد) في "قلم محاسبة الأناضول" أحد أقلام الديوان الهمايوني. وهناك تعلّم مبادئ الحساب على أحد موظّفي القلم، وتعلّم معها الأرقام، وخطّ "السياقت" فأتقنَهث حتّى تفوّق فيه على أستاذه، ولمّا غادَرَ الجيش إستانبول عام 1033 هـ/1623-1624 م، لإخماد ثورة أباظة باشا، سافر مع والده ليشارك في حملة ترجان. وكان آنذاك في آلاي السلحدار. وفي الوقت الذي حكي فيه وطيس الحرب مع أباظة باشا بالقرب من قيسري في 22 ذي القِعدة، 1033 هـ/7 سبتمبر(أيلول) 1624 م، سنحت له الفرصة من فوق ربوة عالية أن يشهد بأم عينيه عن كثب تلك الحرب. أخذ بعدها طرفا في الحملة العسكرية على بلاد الفرس التي لم توفق في حصارها لبغداد في عام 1035 هـ = 1626م، وشهد حصار أرضروم عام 1036 هـ-1037 هـ، كما شهد حرب كريت سنة 1055 هـ.
مات أبوه بالموصل سنة 1035 هـ ودفن في الجامع الكبير، فرحل إلى ديار بكر ثم عاد إلى الأستانة سنة 1038 هـ، ورحل إلى الشام 1043 هـ.
تشرب الثقافة الإسلامية في جميع فروعها الثلاثة وهي الأدب العربي والفارسي والتركي. أحس حاجي خليفة بعاطفة جياشة نحو العلم فأولاه مخلصا كل جهده ونشاطه، ومنعته أمانته من أن يغمض عينيه عن التأثيرات والحقائق التي قدمت من الغرب فجهد دائما في أن يفيد منه ولم يخش في ذلك الاتهام بالبدعة أو الإدانة بالزيغ والضلال، ورغم ثقافته الشرقية الواسعة لم يرفض المصادر الغربية بل كان على استعداد ليتفهم ما وقع إليه منها عرضا عن طريق الآخرين وذلك وفقا لمنهجه الخاص ولمفهومه الثقافي، وهو وإن انتسب إلى عصر يعد بحق عصر تدهور إن لم يكن عصر سقوط تام بالنسبة للثقافة العربية.

## اهتماماته
انتظمت معرفته جميع فروع العلوم المعروفة آنذاك وينعكس تملكه لناصية جميع العلوم المعروفة لعصره قبل كل شيء في مصنفه الضخم (كشف الظنون) وهو أشبه ما يكون بدائرة معارف وسجل عام في تواريخ المصنفات المختلفة، ولديه أيضا مصنفات تعالج المسائل المالية والاقتصادية وهو قد عالج أيضا التأليف في المواضيع الأدبية والفقهية، بيد أن الغالبية العظمى من تآليفه إنما تعنى قبل كل شيء بالتاريخ والجغرافيا وقلة عدد مؤلفاته التي تتراوح بين العشرين والثلاثين ترجع إلى أن فترة النشاط التأليفي الفعال لحاجي خليفة لم تكن طويلة فهو قد انتهى من تدوين أول مؤلف له، وهو مصنف ذو طابع تاريخي كتبه باللغة العربية، في عام 1051 هـ/1641م، أما مؤلفه الأخير والذي يمس أحيانا سيرة حياته فقد انتهى منه قبل عام من وفاته وذلك في نوفمبر من عام 1067 هـ/ 1656م.

## مؤلفاته
انقطع في السنوات الأخيرة من حياته إلى تدريس العلوم على طريقة الشيوخ في ذلك العهد، ومن كتبه في التاريخ كتاب كشف الظنون عن أسامي الكتب والفنون المعروف عند الغربيين بالعنوان اللاتينيlexicon bibliographicum. وهو من أهم الأعمال الببليوجرافية، هذه الموسوعة رصدت ما يقارب ثمانية عشر ألف عنوان من كتب التراث.
مؤلفاته المخصصة للجغرافيا، وعددها أربعة هي: معجمه الببليوغرافي الضخم الذي وضعه باللغة العربية والذي يحيط بجميع فروع العلم والأدب، ثم سفره الأساسي في الجغرافيا العامة باللغة التركية، وأخيرا مصنفان باللغة التركية يحملان طابعا أكثر تخصصا أحدهما صياغة معدلة لأطلس أوروبي للعصر القريب منه والآخر مصنف تاريخي يرتبط ارتباطا وثيقا بالجغرافيا الملاحية.
كما له عدة كتب أخرى منها:
- «تحفة الكبار في أسفار البحار»
- «تقويم التواريخ»
- «ميزان الحق في التصوف»
- «سلم الوصول إلى طبقات الفحول»
- «تحفة الأخيار في الحكم والأمثال والأشعار»
- «صورة العالم واسمه بالتركية جهان نما»

## وفاته
توفي حاجي خليفة في إسلامبول عام (1067 هـ/1657).

## وصلات خارجية
- حاجي خليفة على موقع الموسوعة البريطانية (الإنجليزية)
- حاجي خليفة على موقع ميوزك برينز (الإنجليزية)